# Telofaza

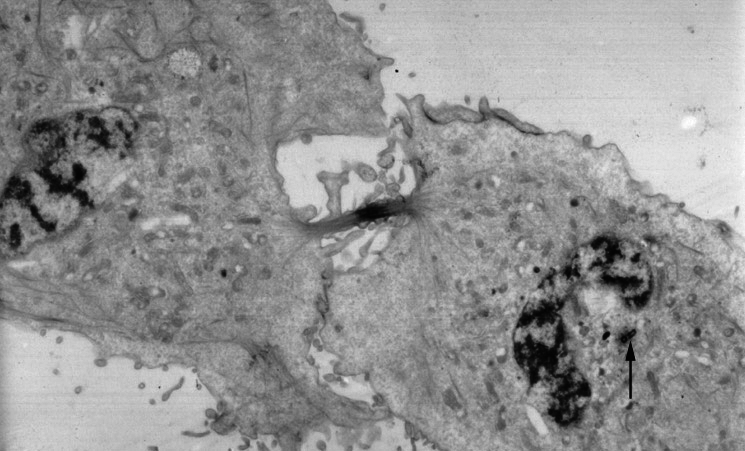
Komórka w trakcie telofazy, która prawie ukończyła cytokinezę. Jądra w obu komórkach są prawie uformowane. Strzałka wskazuje na centrosom, który jest nadal widoczny.

Schemat cyklu komórkowego (w j. angielskim) z zaznaczonym etapem telofazy.

Telofaza (z j. greckiego τέλος (télos) „koniec” oraz φάσις (phásis), „faza”) jest końcową fazą podziału komórki: rozpoczyna się, gdy chromosomy są już rozdzielone i oddalone od siebie na maksymalną odległość (co dokonuje się w anafazie); polega na tworzeniu otoczek jądrowych i rozkondensowaniu (despiralizacji) chromosomów w aktywną ekspresyjnie chromatynę (tworzy się jąderko); następuje wtedy podział cytoplazmy pomiędzy komórki potomne (cytokineza), choć czasem ma to miejsce już w anafazie. Telofaza dotyczy komórek eukariotycznych, zachodzi zarówno w trakcie mitozy, jak i mejozy, z tym że w mejozie zachodzi dwa razy (telofaza I i II).